# Hong Song-nam
Hong Song-nam (홍성남?, 洪成南?, Hong Sŏng-namLR) (Cheongju, 2 ottobre 1929 – Pyongyang, 31 marzo 2009) è stato un politico nordcoreano.
Dal febbraio 1997 al settembre 2003 ha ricoperto il ruolo di Primo ministro della Corea del Nord (Presidente del Gabinetto).